# Castello di Carn Brea

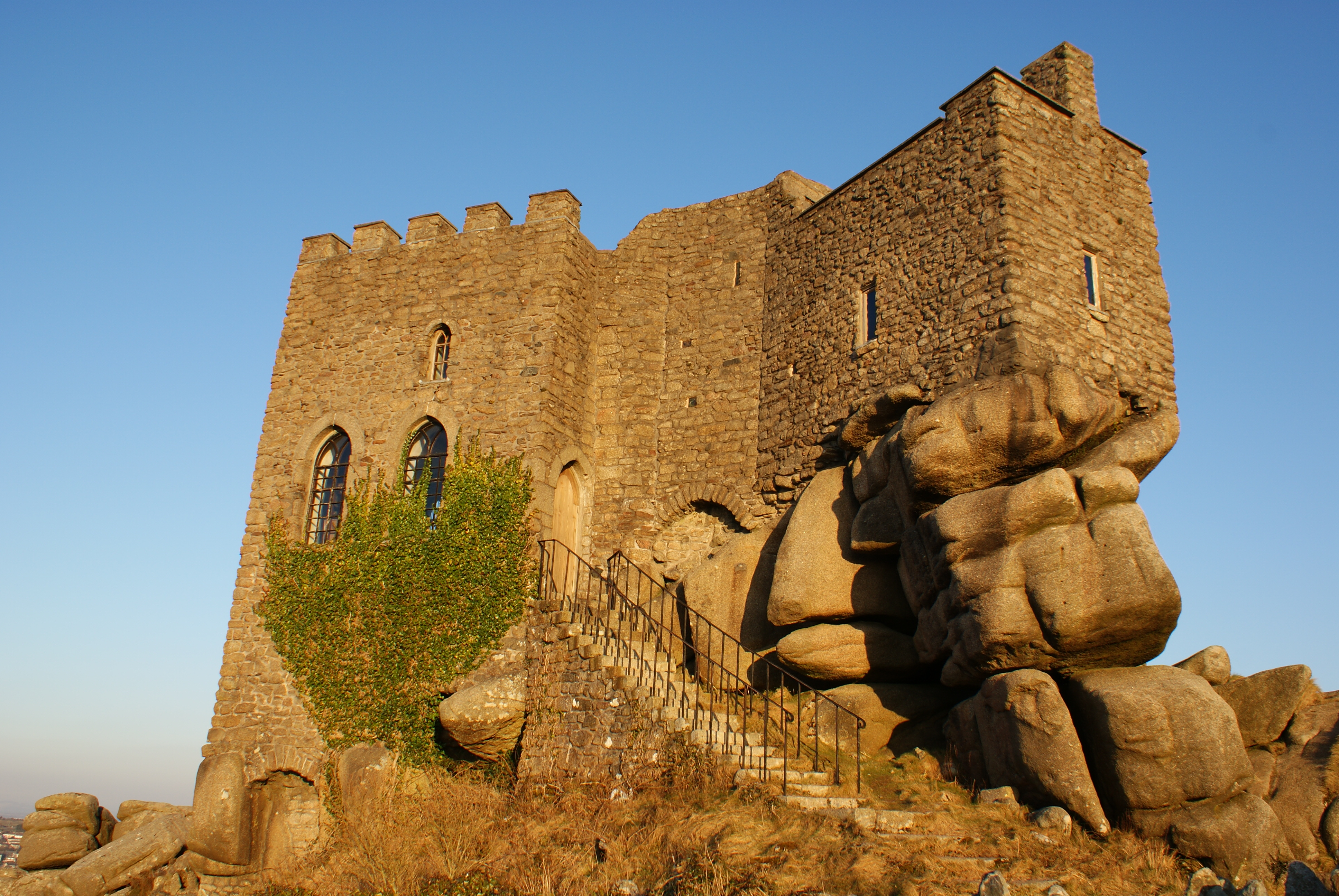
Il castello di Carn Brea, in Cornovaglia

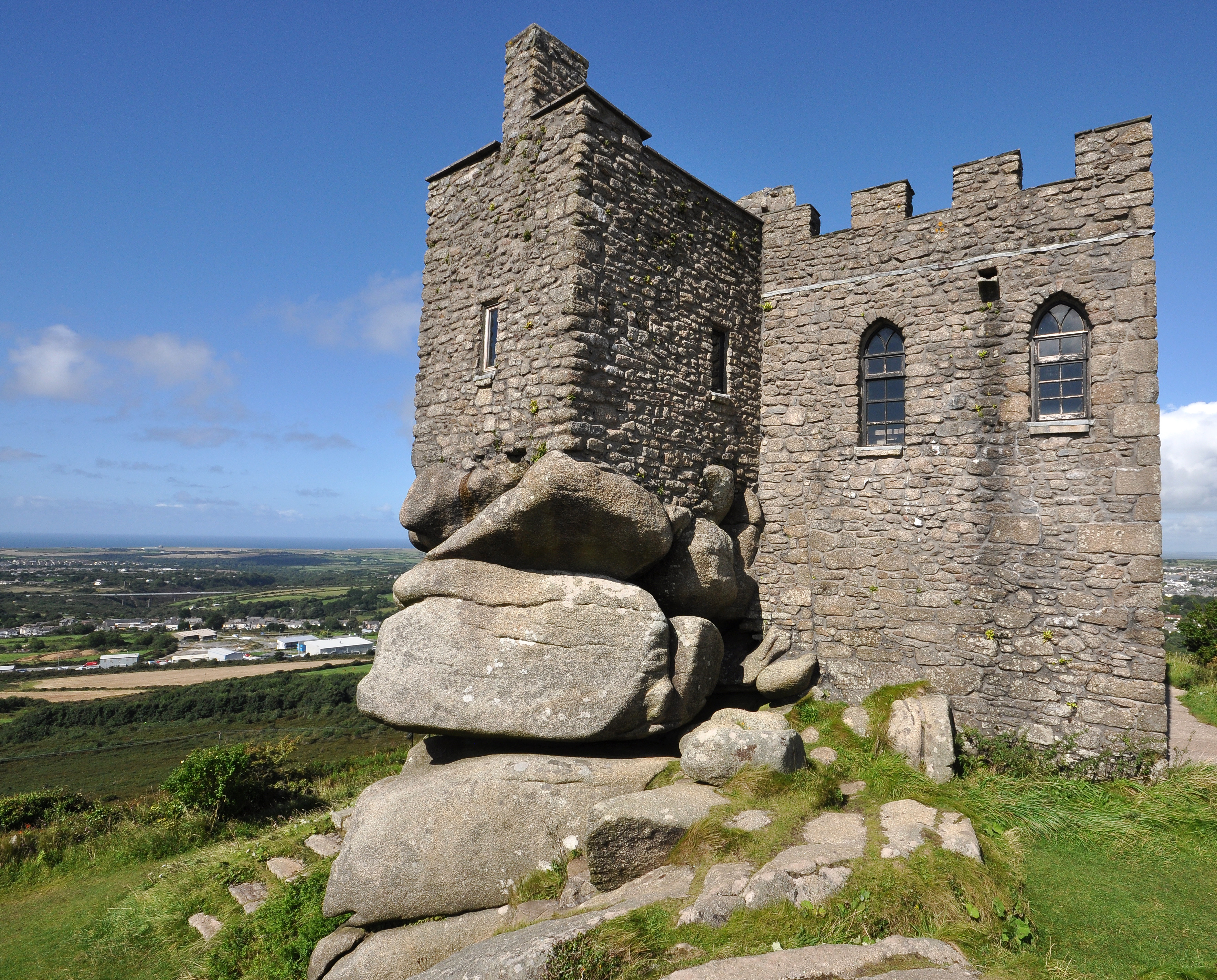
Altra veduta del castello Carn Brea

Il castello di Carn Brea (in inglese Carn Brea Castle) è un edificio in stile gotico situato sulla collina di Carn Brea, nell'omonima parrocchia civile (dintorni di Redruth), in Cornovaglia (Inghilterra sud-occidentale), costruito nella forma attuale tra il XVIII e il XIX secolo (ma le cui origini risalgono al XV secolo) e storicamente di proprietà della famiglia Basset.
Il castello è classificato come edificio di II grado.

## Storia
Le origini dell'edificio risalgono al 1379, quando venne eretta in loco una cappella dedicata a San Michele utilizzata dalla famiglia Basset, dinastia di proprietari minerari.  La cappella da cui puoi ebbe origine il castello venne realizzata in un luogo leggendario noto come Giant's Seat e legato alla figura del gigante John di Gaunt, che avrebbe vissuto in zona e al quale sono dedicate varie formazioni rocciose della collina di Carn Brae.
Successivamente, nel corso del XV secolo, venne costruita una torre e nel 1478 l'edificio venne menzionato da William di Worcester.
In seguito, in epoca elisabettiana venne descritto come un castello di caccia. Un'ulteriore menzione del castello di Carn Brea si ebbe poi nel corso del XVII secolo, quando l'edificio, secondo quanto riportato da William Hals, sarebbe stato in uno stato di rovina e composto di quattro mura prive del tetto e/o dei pavimenti.
L'edificio acquisì quindi la sua forma definitiva tra gli anni novanta del XVIII secolo e il XIX secolo.
Tra gli anni cinquanta e ottanta del XX secolo, il castello di Carn Brea cadde progressivamente in rovina, prima di essere sottoposto a un'opera di restauro ed essere adibito a ristorante.
Nel 2006, nei pressi del castello di Carn Brea venne ritrovata la Ford Anglia usata nei film della saga di Harry Potter e che era stata rubata mesi prima dagli studi di St Agnes.

## Architettura
Il castello si erge nei pressi del monumento dedicato alla famiglia Basset e di un tunnel noto come "Smuggler's Cave".  L'edificio è realizzato in granito ed è composto da due piani.
Sebbene gran parte della struttura risalga al XVII-XIX secolo, l'edificio sembra incorporare anche alcuni elementi originari del Medioevo.

## Il castello di Carn Brea nella cultura di massa
Porta il nome del castello una nave della classe East Indiaman, costruita nel 1824 dalla Wigram's & Green di Blackwall.